# 東京迪士尼海洋站
東京迪士尼海洋站（日语：／ Tokyo DisneySea Station */?）是一個位於日本千葉縣浦安市舞濱，屬於迪士尼度假區線的鐵路車站。

## 歷史
- 2001年（平成13年）7月27日：開業。

## 車站構造
對面式2面1線的高架車站，設有月台閘門。由上車月台、下車月台構成。行進方向左側是下車月台，右側則是上車月台。東京迪士尼海洋最近車站，與主入口的迪士尼海洋廣場相鄰。
下車月台、上車月台共用樓梯、扶手電梯各2部，升降機1部，另外下車月台還設有與東京迪士尼海洋觀海景大飯店的聯絡口（出口專用）。

## 使用情況
2017年（平成29年）度1日平均上車人次為23,447人。此站是迪士尼度假區線車站當中上車人次最多的。
開業以後的各年度1日平均上車人次推移如下表。
| 年度               | 1日平均 上車人次 | 來源     |
| ------------------ | ---------------- | -------- |
| 2001年（平成13年） | 17,206           | [ * 1 ]  |
| 2002年（平成14年） | 18,110           | [ * 2 ]  |
| 2003年（平成15年） | 15,787           | [ * 3 ]  |
| 2004年（平成16年） | 13,894           | [ * 4 ]  |
| 2005年（平成17年） | 14,239           | [ * 5 ]  |
| 2006年（平成18年） | 15,676           | [ * 6 ]  |
| 2007年（平成19年） | 13,931           | [ * 7 ]  |
| 2008年（平成20年） | 15,803           | [ * 8 ]  |
| 2009年（平成21年） | 16,368           | [ * 9 ]  |
| 2010年（平成22年） | 16,538           | [ * 10 ] |
| 2011年（平成23年） | 17,161           | [ * 11 ] |
| 2012年（平成24年） | 19,418           | [ * 12 ] |
| 2013年（平成25年） | 21,114           | [ * 13 ] |
| 2014年（平成26年） | 20,876           | [ * 14 ] |
| 2015年（平成27年） | 22,044           | [ * 15 ] |
| 2016年（平成28年） | 23,184           | [ * 16 ] |
| 2017年（平成29年） | 23,447           | [ * 17 ] |

備註
1. ↑  2001年7月27日開業。開業日起至翌年3月31日為止合計248日間的資料。

## 車站周邊
- 東京迪士尼海洋
- 東京迪士尼海洋觀海景大飯店

- 浦安市運動公園
- 浦安市齋場
- 浦安直升機場
- 浦安市綠色中心

## 巴士路線
車站沒有巴士總站，但鄰近東京迪士尼海洋的巴士總站。參見東京迪士尼海洋#交通。

## 相鄰車站
舞濱度假區線
迪士尼度假區線
海濱 → 東京迪士尼海洋 → 度假區

## 外部連結
- STATION【車站介紹】 （页面存档备份，存于） - 舞濱度假區線
- 【官方】車站資訊、運行時間 | 東京迪士尼樂園 （页面存档备份，存于）